# Castrelo del Valle
Castrelo del Valle (en gallego y oficialmente Castrelo do Val) es un lugar,parroquia y municipio español de la provincia de Orense. Pertenece a la comarca de Verín.

## Localización
Este municipio ocupa una zona de transición entre el macizo de Manzaneda - Serra de Queixa y el valle de Verín, también denominado de Monterrey o Támega, en el sector suroriental de la provincia de Orense.
La capital municipal está a unos 65 km de la ciudad de Orense y a 6 km de Verín, y la línea ferroviaria Orense-Zamora tiene una estación en Campobecerros, denominada Castrelo do Val-Verín.
Por su extensión el término municipal es uno de los mayores de la provincia (122,4 km²). 

## Descripción Geográfica
Su relieve montañoso se debe al emplazamiento en las estribaciones del macizo de Cabeza de Manzaneda - San Mamede - Serra de Queixa. Este núcleo orográfico está rodeado por una serie de fosas tectónicas periféricas, una de las cuales es la de Verín. Por eso, Castrelo do Val se caracteriza topográficamente por el fuerte descenso altitudinal desde el norte, a donde llegan las estribaciones del macizo anteriormente citado (Cabeza de Valdefeira, 1288 metros; Peña Nofre, 1291 metros; Cabezo del Sogral, 1369 metros), hacia la depresión que ocupa el sector suroccidental del municipio, y donde las alturas oscilan entre 400 y 500 metros.
La depresión tectónica está avenada por el río Támega, que discurre hacia el sur, por ser afluente del río Duero, y baña las tierras meridionales del municipio. Completan la red fluvial numerosos ríos, el más importante de los cuales es el Camba, que está represado en el embalse das Portas.
En lo que la clima respecta, tanto en la estación de Portocamba como en la de Campobecerros, se registra una temperatura media anual en torno a los 9 °C, una oscilación térmica elevada (14, 8 °C) y altas precipitaciones anuales. Estos valores son el resultado de una combinaciones de distintos factores (situación interior, topografía montañosa y altitud elevada).

## Historia y arte
Los restos arqueológicos del Castro de Cabanca, en Casteliños, han dejado constancia de la ocupación humana de estas tierras desde la antigüedad.
El topónimo ha variado a lo largo de su historia. Así, en el boletín oficial de la provincia de Orense del año 1836 figuraba como Castrelo pero en 1842 se le añadió "del Valle". Actualmente el nombre oficial es Castrelo do Val.
A principios de 2011 el vecino de la localidad, José Luis Lozano Rúa, encontró en una de las fincas familiares el petroglifo conocido como Estela del guerrero, de más de 3000 años de antigüedad, único hallazgo de estas características en Galicia, que fue trasladado al Museo Arqueológico Provincial.
Desde el punto de vista arquitectónico debemos destacar los distintos cruceiros, de los cuales el más destacable es el de Pepín (realizado en 1759 por Manuel Carré), y las iglesias de Servoi (reconstruida en el siglo XVIII), Gondulfes y Nocedo (de una sola nave construida en el siglo XVII), y la Capela de Villar, sin olvidar el casco antiguo de Nocedo con una interesante fuente y varios cruceiros, y el Peto de las ánimas de Gondulfes.

## Geografía humana

### Demografía
Cuenta con una población de 951 habitantes (INE 2024).
| Gráfica de evolución demográfica de Castrelo del Valle entre 1842 y 2021 |
| |
| Población de derecho según los censos de población del INE Población de hecho según los censos de población del INEEn estos censos se denominaba Castrelo del Valle: 1842, 1860, 1877, 1887, 1897, 1900, 1910, 1920, 1930, 1940, 1950, 1960, 1970 y 1981 En este censo se denominaba Castrelo: 1857 |

Gráfica demográfica del lugar y parroquia de Castrelo del Valle según el INE español:
| Gráfica de evolución demográfica de Castrelo del Valle entre 2000 y 2022 |
|                                                                          |
| Datos según el nomenclátor publicado por el INE.                         |

### Organización territorial
El municipio está formado por dieciséis entidades de población distribuidas en nueve parroquias:
- Campobecerros (Santiago)
- Castrelo del Valle[10] (Santa María)[1]
- Gondulfes (Santa Cruz)
- Nocedo del Valle[11] (San Salvador)[12]
- Parada de la Sierra[11] (San Lucas)[13]
- Pepín (San Vicente)
- Piornedo (Santa Eufemia)
- Portocamba (San Miguel)
- Servoy[11]

## Gastronomía
La gastronomía está relacionada con los productos ligados a la agricultura y la ganadería y con la riqueza piscícola y cinegética de la zona.
Las castañas, la miel, las setas, la carne de jabalí, cordero y cabrito, regados con el buen vino que se da en la zona acogidos a la Denominación de Origen de Monterrey, son los productos característicos de esta zona. 